# Papa Ciro
Papa Ciro, detto anche Papa Ggiru, pseudonimo di Ciro Annicchiarico (Grottaglie, 16 dicembre 1775 – Francavilla Fontana, 8 febbraio 1818), è stato un presbitero e brigante italiano.

## Biografia

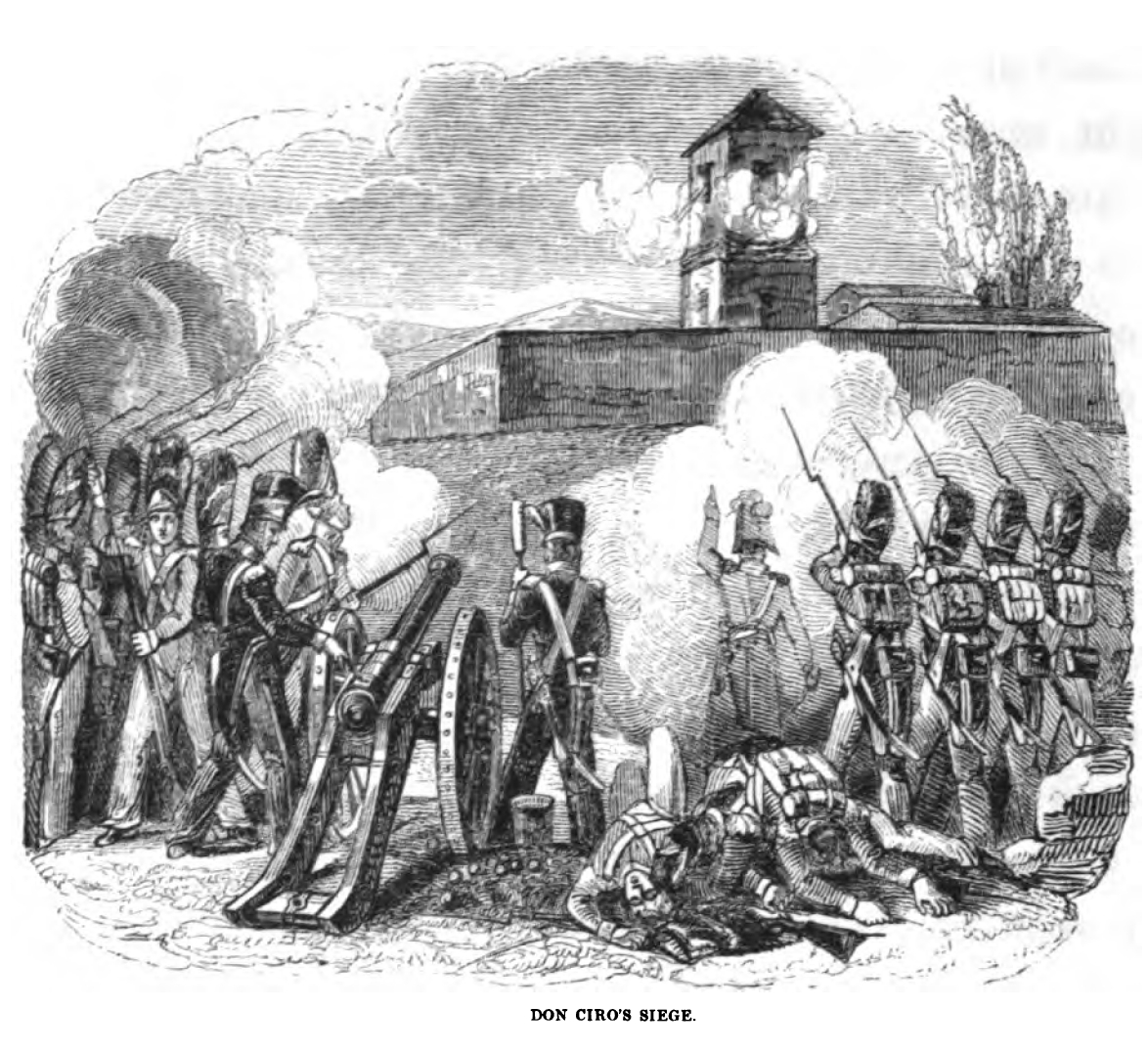
Stampa dell'epoca illustrante l'assedio finale delle truppe del generale Church alla torre di Masseria Scassèvera

Della vita di Papa Giro da religioso non si hanno molte notizie, eccetto che a 25 anni era prete e maestro di canto gregoriano.
Nacque una violenta rivalità tra lui Ciro e don Giuseppe Motolese, collega della parrocchia di Grottaglie e figlio della ricca borghesia del paese, entrambi decisi a conquistare le grazie di tale Antonia Zaccaria.
Giuseppe Motolese fu ucciso il 16 luglio 1803 e don Ciro, accusato di quell'omicidio per motivi passionali, fu tradotto in carcere a Lecce e condannato a un esilio di 15 anni. Ciononostante, fu trattenuto in carcere, dal quale riuscì a sottrarsi dandosi alla fuga e vivendo alla macchia al fine di sottrarsi all'arresto.
Braccato dai gendarmi, ben presto raccolse intorno a sé una nutrita banda di tagliagole con i quali fondò la setta dei Decisi, dandosi al brigantaggio e spadroneggiando per oltre 15 anni nella zona boschiva tra Martina Franca, Grottaglie e San Marzano di San Giuseppe (nella provincia di Taranto). Al termine delle scorribande, don Ciro si rifugiava sulle vicine alture, spesso sul monte che ancora porta il suo nome, in territorio martinese.
La prolungata impunità della setta venne favorita dalle alterne vicende politiche e dal conseguente stato di incertezza legale, causato dalla conquista napoleonica del Regno di Napoli.
In seguito al trattato di Casalanza, la monarchia borbonica fu restaurata e il re Ferdinando I decise di risolvere il problema del brigantaggio in Puglia, affidando il compito al generale Richard Church.
L'azione del militare irlandese nei confronti dei briganti fu rapida ed efficace. Nel gennaio 1817, durante la campagna, la setta dei Decisi venne localizzata e battuta dalle truppe regolari a San Marzano. Asserragliatosi con i suoi fedelissimi nella torre di Masseria Scassèvera, Papa Ciro tentò l'ultima resistenza, ma venne costretto alla resa e arrestato il 7 febbraio, per essere fucilato nella pubblica piazza di Francavilla d'Otranto, il giorno seguente, dopo aver riconosciuto una lunga serie di efferati delitti: durante l'interrogatorio, infatti, il sacerdote-brigante aveva confessato di essere l'autore materiale di 70 omicidi.
Alcuni storici sostengono che alla cattura di Papa Ciro e alla sua immediata fucilazione, non furono estranei i nobili latifondisti delle Murge che, negli anni precedenti, avevano assoldato il brigante e la sua banda per compiere vendette personali e altri fatti illeciti, allo scopo di mantenere sottomessa la popolazione, in cui sempre più si diffondevano gli ideali di uguaglianza recati dal dominio napoleonico.